# Baron Sysonby
Baronowie Sysonby 1. kreacji (parostwo Zjednoczonego Królestwa)
- 1935–1935: Frederick Edward Grey Ponsonby, 1. baron Sysonby
- 1935–1956: Edward Gaspard Ponsonby, 2. baron Sysonby
- 1956 -: John Frederick Ponsonby, 3. baron Sysonby